# Reptalus concolor
Reptalus concolor är en insektsart som först beskrevs av Franz Xaver Fieber 1876.  Reptalus concolor ingår i släktet Reptalus och familjen kilstritar. Inga underarter finns listade i Catalogue of Life.